# Alice au pays des merveilles (conte musical)
Pour les articles homonymes, voir Alice au pays des merveilles (homonymie).
Alice au pays des merveilles est un conte musical composé par Florent Nagel en 2012. Cette œuvre associe le texte de Lewis Carroll à une composition musicale originale pour un piano à quatre mains et un narrateur. La création a eu lieu le 22 août 2012 par le compositeur, à Belle-île en Mer.

## Composition
L’œuvre comporte 41 pièces musicales illustrant les extraits du texte de Lewis Carroll choisis par le compositeur.
- Un livre sans image ni dialogue
- le Lapin
- la Poursuite
- la descente dans le terrier
- les Portes
- la clé en or
- le Fabuleux jardin
- BOIS MOI
- les pleurs (1)
- MANGE MOI
- le Lapin Blanc
- les pleurs (2)
- La mare aux larmes
- La souris
- Une Course Cocasse
- les Récompenses
- les conseils de la chenille
- Comment Alice devient grande
- Serpent et Pigeon !
- Comment Alice retrouve sa taille
- Vers la maison de la Duchesse -intermède-
- Dans la maison de la Duchesse
- la berceuse du bébé
- le bébé-cochon
- le Chat du Cheshire
- Vers le thé chez les fous
- le Loir
- la Devinette (1)
- le Lièvre de Mars
- la Devinette (2)
- le Chapelier fou
- l'histoire du Loir
- Le Cortège des cartes
- le jeu de croquet
- la fausse tortue
- le nombre d'heures
- " Témoin suivant ! "
- Alice grandit au tribunal
- la Reine de cœur
- la chute des Cartes
- le Rêve de la sœur

## Versions
Il existe deux versions de la pièce, une de 50 minutes et l'autre de 80 minutes. Il est aussi possible de jouer la musique seule sans l'intervention du narrateur, en une suite pour piano à quatre mains. L’œuvre peut être interprétée par plusieurs types de formations:  quatuor à cordes ou orchestre. Elle s'inscrit au répertoire de théâtre musical. Une version anglaise est prévue en 2014.
C'est la première fois qu'une mise en musique d'Alice au pays des merveilles est conçu pour une telle formation : un piano à quatre mains et un narrateur.

## Pédagogie
La forte portée pédagogique de la pièce est générée par son tissage de liens entre la parole et la musique. Elle peut être vécue à la fois comme une initiation à la musique, qu'à une lecture du conte original de Lewis Carroll. Cette pièce est donc autant programmée dans les lieux culturels et les festivals musicaux, que par les conservatoires de musiques et les programmateurs jeunes publics.